# Pachydema pilosa
Pachydema pilosa är en skalbaggsart som beskrevs av Walker 1871. Pachydema pilosa ingår i släktet Pachydema och familjen Melolonthidae. Inga underarter finns listade i Catalogue of Life.